# Rozsocha (Orlické Podhůří)
Rozsocha (německy Rosing) je vesnice a část obce Orlické Podhůří v okrese Ústí nad Orlicí, kterou tvoří dvě menší osady Dolní Rozsocha a Horní Rozsocha. Nachází se sedm kilometrů severně od Ústí nad Orlicí. Nachází se v katastrálním území Rviště, v nadmořské výšce 460 metrů. Vesnicí vede silnice II/312 a je zde křižovatka se silnicí z Velké Skrovnice do Rviště. 

## Historie
První písemná zmínka o vesnici pochází z roku 1429.

## Galerie

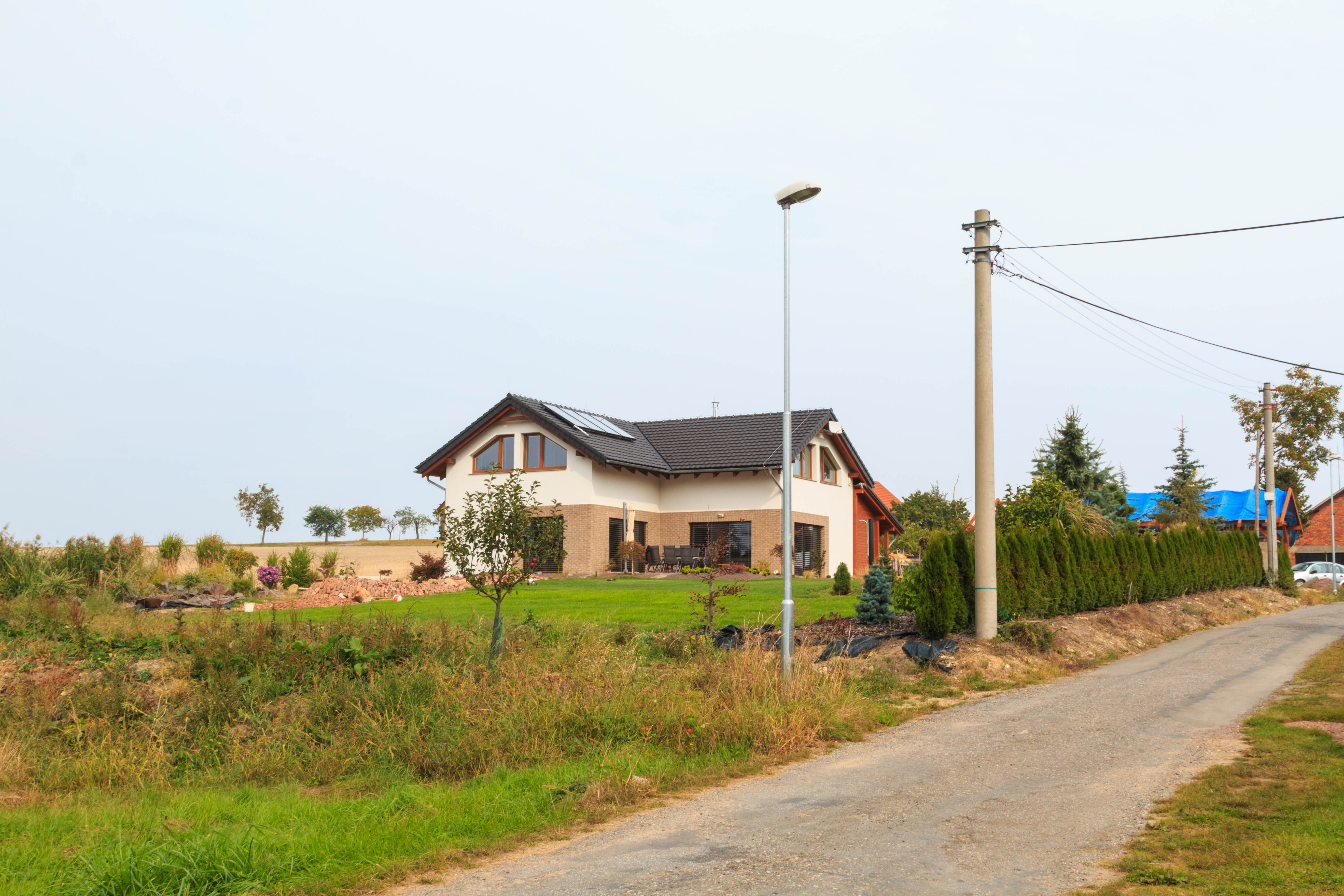
Dům čp. 28
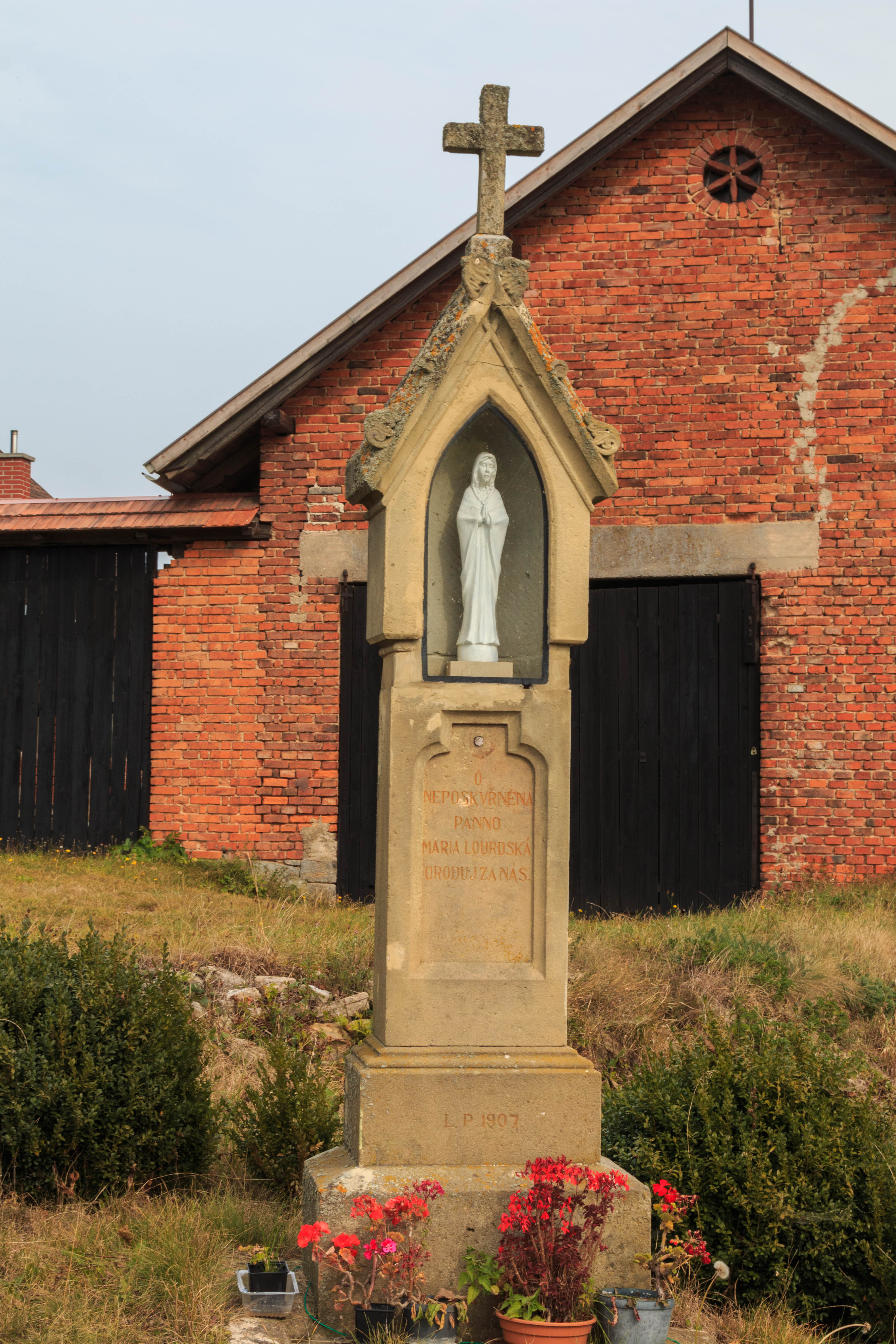
Křížek
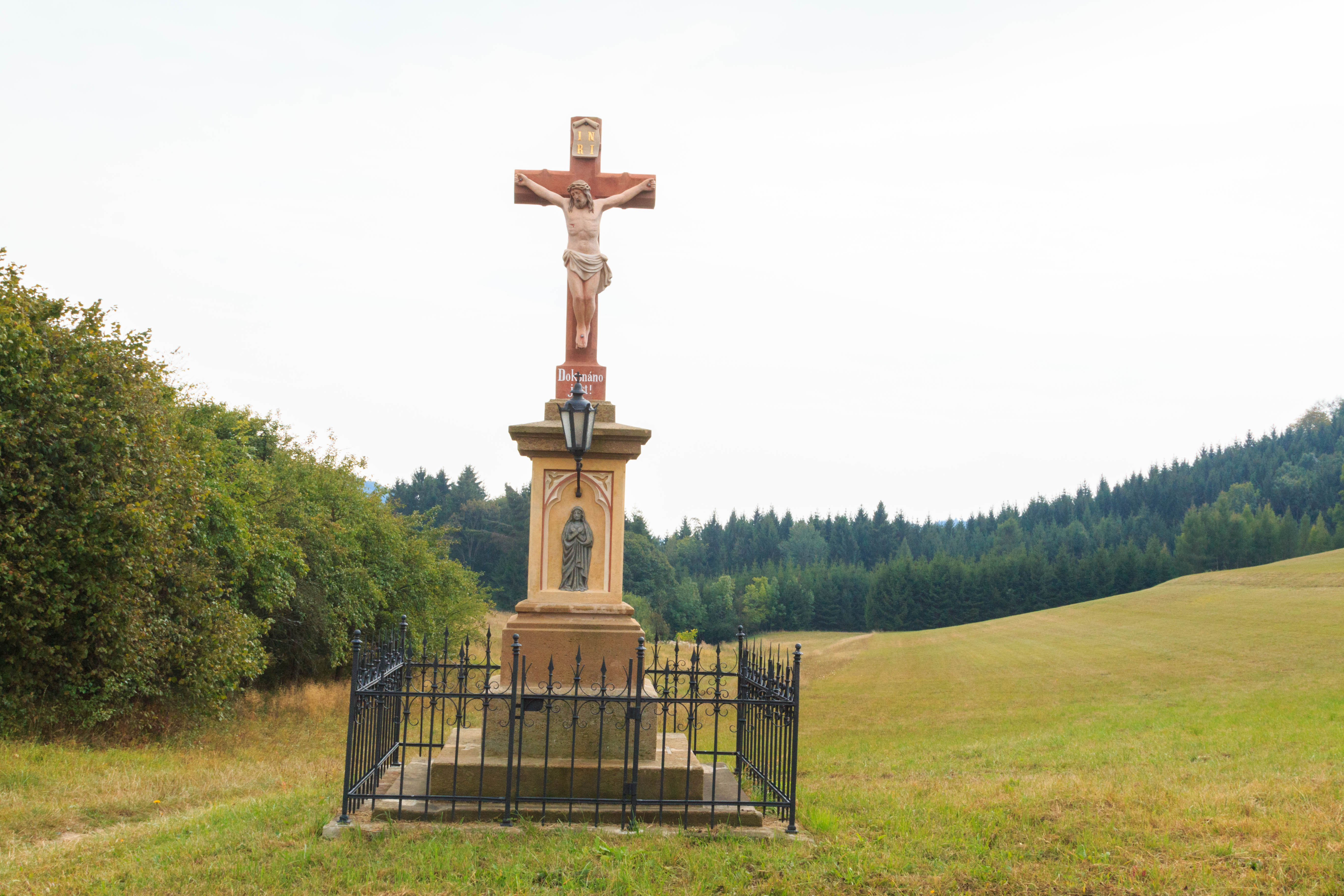
Kříž
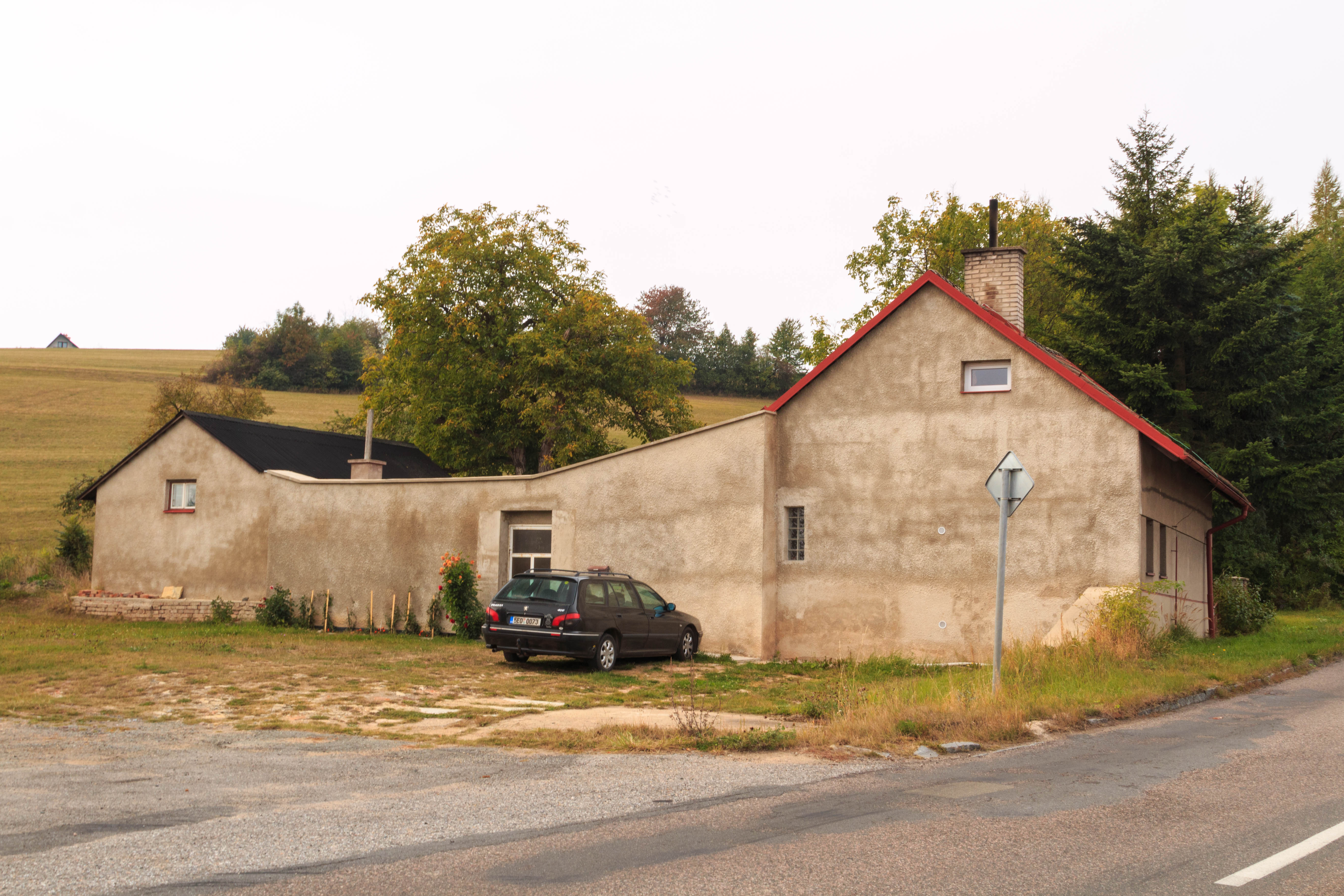
Dům čp. 2